# August Österlund
Carl August Teodor Österlund, född 6 augusti 1833 i Lillkyrka socken, Örebro län, död 22 augusti 1898 på sitt lantställe i Söderhamns skärgård, folkbokförd i Söderhamns församling, Gävleborgs län
,  var en svensk folkskollärare, kantor och tidningsman. 
Han var far till Augusta och Ola Österlund.
Österlund tog 1855 organistexamen i Stockholm och 1856 folkskollärarexamen där. Åren 1856-60 var han "duplikant" och sånglärare i Storkyrkoförsamlingens folkskola i Stockholm och åren 1858-60 kantor i Slottskapellet på Stockholms slott. Sedan han 1860 blivit folkskollärare, kantor och organist i Hova, Skaraborgs län, transporterades han 1863 till folkskollärar- och organistbefattningarna i Söderhamn, från vilka han avgick med pension 1886. Han var även lärare i musik och sång vid stadens elementarläroverk. Från 1869 till sin död var han redaktör och utgivare för den konservativa tidningen Helsingen.